# Ion Tighineanu
Ion Tighineanu (n. 22 martie 1955) este un specialist în domeniul nanoelectronicii și nanotehnologiilor.
Ion Tiginyanu a absolvit Institutul de Fizică și Inginerie din Moscova în 1978. A urmat doctoratul în fizica semiconductorilor la Institutul de Fizică Lebedev, Moscova, 1982. A realizat cu succes proiecte de cercetare la Universitatea Tehnică Darmstadt, Germania, în calitate de bursier al Fundației Alexander von Humboldt (1995/96, 1998/99) și la Universitatea din Michigan din Ann Arbor, SUA (2000). Din 1998 până în 2004 a ocupat funcția de prorector al Universității Tehnice din Moldova. În 2004 a fost ales vicepreședinte și în 2019 – președinte al Academiei de Științe a Moldovei. Interesele de cercetare ale profesorului Tighineanu sunt legate de nanotehnologii și știința materialelor. Are peste 450 de publicații în reviste internaționale (https://www.scopus.com/authid/detail.uri?authorId=7006315935) și 52 de brevete tehnologice.

## Rezultate științifice remarcabile
- Aerogalnitul – primul materal artificial care manifestă simultan proprietăți hidrofile și hidrofobe, similare cu proprietățile membranei celulelor vii[3];
- Aerogalloxul – un nou nanomaterial pentru utilizare în tehnologiile informaționale și comunicaționale[4];
- Membrane ultrasubțiri din GaN care au stat la baza elaborării rețelelor de memristori capabile să efectueze operații bazate pe mecanisme de învățare și memorare a unui stimul electric[5];
- Electrodepunerea prin salturi – o tehnologie originală ce permite depunerea dirijată a unui monostrat de nanodoturi metalice pe suprafețele materialelor semiconductoare (https://www.youtube.com/watch?v=B3Czpw2gB4A);
- Micromotoare cu autopropulsie - așa numitele micro-submarine constituite din nanotuburi de titania sau microtuburi în baza nitrurii de galiu, precum și alte micro-nano-dispozitive pentru utilizare în bio-medicină, micro-fluidică, micro-robotică etc[6].
- Rețele de microtuburi interconectate costituite din β-Ga2O3/ZnGa2O4 pentru aplicații în baterii electrochimice [7]
- Lentile plate constituite din nanocoloane cu gradient transversal al indicelui de refracție (conceptul ochiului de pește)[8]
- Morfologie „Moldavite” generată de intersecția porilor în compuși semiconductori[9]
- Fenomenul stabilității chimice induse la interfața oxiduli de zinc cu un alt compus chimic (“Partner-induced chemical stability”[10])
- Micro-bioreactoare în baza picăturilor de lichid îmbrăcate în cămașă de aerogalnit (pentru cultivarea și studierea celulelor în condiții speciale,  e.g. de rotație[10])

## Cursuri universitare, lecții publice, conducător de doctorat
Cursuri: Nanotehnologii, Fizica corpului solid, Materiale pentru micro-optoelectronică și fotonică;
Lecții publice:
- Lecția publică: «Нанотехнологии     – зов времени» în fața studenților și doctoranzilor de la universități din Moscova, 2012;
- Prezentarea lecției publice “Nanotehnologiile schimbă     lumea“ la 23 martie 2015 în Sala Azuirie a Academiei de Științe din     Moldova (în cadrul lecturilor academice);
- „Nanotechnologies in Moldova: Engineering of Nanomaterials for Various Applications Arhivat în 22 iulie 2023, la Wayback Machine.” - seminar științific organizat de Tubitak la 4 martie 2021

Conducător de doctorat/postdoctorat:
A pregătit 19 doctori în științe și 2 doctori habilitați.

## Merite, titluri onorifice, distincții, premii, burse
- Membru al Consiliului Științific Internațional din 2022 (ISC Fellow)[11];
- Membru al Academiei Europene de Științe și Arte din 2022[12];
- Membru al Academiei Europene din 2021[13];
- Doctor Honoris Causa al Universității Tehnice „Gheorghe Asachi” din Iași, România (2019);
- Membru titular (academician) al Asociației Internaționale a Academiilor de Științe (2019);
- Premiul „Champions of Change 2019”, Laboratorul de inițiative pentru dezvoltare (LID-Moldova[14]);
- SPIE Fellow din 2018[15];
- Membru-senior al OSA din 2018[16];
- Profesor de Onoare al Universității din Shizuoka, Japonia (2017);
- „Inventatorul Anului”, Premiul Companiei TeleRadio-Moldova (2016);
- Membru de Onoare al Academiei Române (2015)[17];
- Doctor de Onoare al Institutului Unificat de Cercetări Nucleare din Dubna (2015);
- Cavaler al „Ordinului de Onoare”, Republica Moldova (2015);
- Premiul Academiilor de Științe din Belarus, Republica Moldova și Ucraina pentru realizări științifice (2014);
- Doctor Honoris Causa al Universității de Stat „Alecu Russo” din Bălți, Republica Moldova (2014);
- Membru de Onoare al Academiei Oamenilor de Știință din Romania (AOSR) din 2013;
- Membru titular (academician) al Academiei de Științe din Moldova din 2012;
- Medalia de Aur „Inventator Remarcabil” a Organizației Mondiale de Proprietate Intelectuală (2011);
- Cavaler al Ordinului „Gloria Muncii”, Republica Moldova (2010);
- Cavaler al Ordinului “Merite de l’Invention“, Regatul Belgiei (2010;
- Membru corespondent al Academiei de Științe din Moldova din 2007;
- Nominalizat „Savant al anului 2005” în domeniul științelor reale, Republica Moldova;
- Titlul onorific „Om emerit”, Republica Moldova (2005);
- Premiul Național al Republicii Moldova în domeniul Științei și Tehnicii (2004);
- Bursa Alexander von Humboldt, Bonn, Germania (1995);
- Premiul Prezidiului A.Ș.M. pentru activitatea științifică (1992).

## Membru al asociațiilor profesionale și comitetelor internaționale
- Membru al Asociației Internaționale pentru Promovarea Tehnologiei (IEEE) din 2012;
- Membru al Asociației Internaționale „Electron Device Society” (EDS) din 2012;
- Membru al Asociațieii Internaționale „Optical Society of America” (OSA) din 2009;
- Membru al Asociațieii Internaționale pentru Optică și Fotonică (SPIE) din 2009;
- Membru al Asociației Americane pentru Promovarea Științei (American Association for the Advancement of Science - AAAS) din 2004;
- Membru al Comitetului internațional „Committee on Capacity Building” (World Federation of Engineering Associations, 2004-2018);
- Membru al Asociației Internaționale „The Electrochemical Society” din 2000;
- Membru al Comitetului internațional de coordonare al Conferinței Internaționale “International Conference on Ternary and Multinary Compounds” (1996-2016);
- Membru al Asociației Internaționale “Materials Research Society”, S.U.A. din 1996